# کارلو بورگزیو
کارلو بورگزیو (ایتالیایی: Carlo Borghesio؛ ۲۴ ژوئن ۱۹۰۵ – ۱۲ نوامبر ۱۹۸۳) کارگردان فیلم و نویسنده اهل ایتالیا بود.
از فیلم‌های او می‌توان به ناپلئون اشاره نمود.